# ماريون جيمس
ماريون جيمس (بالإنجليزية: Marion James)‏ هي كاتبة غنائية أمريكية، ولدت في 8 أكتوبر 1934 في ناشفيل في الولايات المتحدة، وتوفيت في 31 ديسمبر 2015.